# 武公 (衛)
武公（ぶこう、紀元前?年 - 紀元前758年）は、衛の第11代君主。釐侯の子で共伯の弟。侯爵から公爵に昇格した。

## 生涯
釐侯の子として生まれる。
父の釐侯が卒去し、兄の共伯が立ったが、姫和はこれを襲って自殺させ、自らが衛君となった。
武公元年（前812年）、姫和は即位すると、康叔のような善政を行い、民衆を安泰させた。
武公42年（前771年）、周の幽王が西の異民族である犬戎に殺される事件が起きた。そこで姫和は兵を率いて周の救援に向かい、犬戎を討平した。周の平王はその功により姫和を侯爵から公爵へ昇格させた。
武公55年（前758年）、姫和は卒去し、武公と諡され、子の姫揚が立った。

## 参考資料
- 司馬遷『史記』（衛康叔世家第七）